# Amheterozercon elegans
Amheterozercon elegans is een mijtensoort uit de familie van de Heterozerconidae. De wetenschappelijke naam van de soort werd voor het eerst geldig gepubliceerd in 1979 door Lizaso als Heterozercon elegans.